# 7526 Ohtsuka
7526 Ohtsuka è un asteroide della fascia principale. Scoperto nel 1993, presenta un'orbita caratterizzata da un semiasse maggiore pari a 2,4651661 UA e da un'eccentricità di 0,2664707, inclinata di 4,20680° rispetto all'eclittica.